# Schoenomyza neotropica
Schoenomyza neotropica är en tvåvingeart som beskrevs av Cravalho och Adrian C. Pont 1993. Schoenomyza neotropica ingår i släktet Schoenomyza och familjen husflugor. Inga underarter finns listade i Catalogue of Life.